# Wildpark Kranichstein
Koordinaten: 49° 54′ 39,1″ N, 8° 42′ 55,3″ O
Der Wildpark Kranichstein im Oberwald bei Darmstadt-Kranichstein war ein jagdlich genutzter Tiergarten und ist mittlerweile ein umzäunter Wildpark.

## Lage
Der Wildpark liegt östlich des Jagdschlosses Kranichstein zwischen der Dieburger Straße und der Kranichsteiner Straße.

## Geschichte

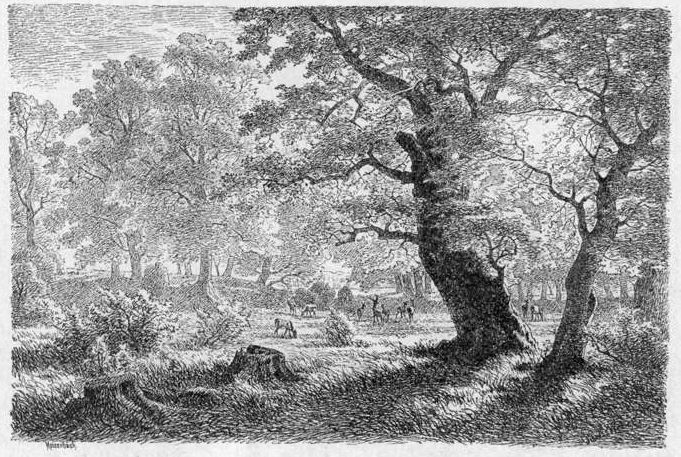
Wildpark Kranichstein

Landgraf Georg I. erwarb im Jahre 1572 von Johann von Rensdorff das Gut Kranichstein. An der Stelle dieser ehemaligen Einsiedelei entstand im 16. Jahrhundert das Jagdschloss Kranichstein. Das Schloss wurde unter der Regentschaft des Landgrafen Georg I. zu einem repräsentativen Renaissanceschloss ausgebaut. Daneben entstand ein Hofgut mit Meierei, Schäferei, Wiesen, Weingärten und Fischteichen. In der Folge entwickelte er es zu einem Mustergut zur ökonomischen Versorgung des Landes weiter.
Es folgte die Aufforstung von Nadelwäldern, die Errichtung der Fasanerie und des Wildparks. In dieser Zeit wurde die Landschaft mit Schneisen durchzogen. Das Anwesen wurde zum Zentrum höfischer Jagdkultur und zeitweiligen Regierungssitz.
Im Dreißigjährigen Krieg wurden das Jagdschloss und das Hofgut stark beschädigt. Nach dem Kriegsende im Jahre 1648 wurde das Anwesen umfangreich saniert. Zu dieser Zeit wohnte Sophie Eleonore – die Gattin Georgs II. – auf Schloss Kranichstein. Sophie Eleonore ließ den Wildpark vergrößern und teilweise mit einer Mauer versehen. Sie gestaltete einen Teil zu einem Lustgarten um. Das Sorgenlos zwischen dem Jagdschloss Kranichstein und dem Steinbrücker Teich geht auf ihre Initiative zurück.
Im 19. Jahrhundert wurde das Jagdschloss Sommerresidenz der Großherzöge.
Der weitläufig angelegte Wildpark ist Teil der durch Mischwald, Wiesen und Bäche charakterisierten Landschaft und zeigt regionaltypische Tiere im natürlichen Lebensraum.

## Wildparkzaun
Der Wildpark war von 1806 bis 1945 von einem ca. 18 Kilometer langen Zaun aus Eichenholz eingefriedet. Der Zaun sollte das Wild im Park halten und die Felder der Bauern vor Wildschäden schützen.
Gegen Ende des Zweiten Weltkrieges hat die Darmstädter Bevölkerung den Zaun abgebaut und zum Beheizen ihrer Wohnungen genutzt.
An der Speierhügelschneise, unmittelbar östlich der Hengstriedwiese, befindet sich eine ca. 5 Meter lange und ca. 2 Meter hohe Rekonstruktion des Zauns.

## Der Wildpark heute
Heute leben in dem eingezäunten Wildpark vor allem die einheimischen Wildarten Damwild, Rehwild, Rotwild, Dachse, Hasen, Marder, Rotfüchse, Wildschweine, Auerhühner, Fasane, Rebhühner, Stockenten, Wildgänse und Waldschnepfen.
Die Waldwiesen gehören heute zu den ökologisch interessantesten Wiesen im Kranichsteiner Wildpark. Als wechselfeuchte, nährstoffarme Wiesen sind sie die Heimat vieler seltener und bedrohter Tier- und Pflanzenarten. Fast hundert davon stehen auf der Roten Liste.
Der Wildpark dient heute auch der Umweltbildung. Der Wildpark ist ganzjährig geöffnet. In der Nacht darf der Wildpark nicht betreten werden. Die Waldwiesen im Wildpark dürfen auch am Tage nicht betreten werden. Tägliche Führungen werden nicht angeboten. Der Eintritt ist frei. Am Südrand der Rodwiese (auch: Rottwiese) gibt es einen Unterstand mit Informationstafeln.
Seit 2008 ist der Wildpark ein Teil des Natura2000-Schutzgebietes „Kranichsteiner Wald mit Hegbachaue, Mörsbacher Grund und Silzwiesen“ (FFH-Gebiet 6018-305).

## Historische Bauwerke
Im Wildpark gibt es folgende denkmalgeschützte Bauwerke:
- Alexanderburg
- Jagdschirm an der Kernschneise

## Waldwiesen im Wildschutzgebiet
Im eingezäunten Wildschutzgebiet gibt es folgende Waldwiesen:
- Hengstriedwiese (49° 54′ 13,3″ N, 8° 42′ 44,3″ O)
- Rodwiese (49° 54′ 50,4″ N, 8° 42′ 58,3″ O)
- Spitalwiese (49° 54′ 12,8″ N, 8° 43′ 53,4″ O)
- Stadtförsterwiese (49° 54′ 25,9″ N, 8° 42′ 55,8″ O)
- Wannemachers Wiese (49° 54′ 58,6″ N, 8° 43′ 21,3″ O)